# Bern (Idaho)
Pour les articles homonymes, voir Berne (homonymie).
Bern est une localité non incorporée située dans le comté de Bear Lake, dans l’État de l’Idaho, aux États-Unis.

## Personnalité liée à la ville
La Monte Young est né à Bern le 14 octobre 1935.

## Source
- (en) Cet article est partiellement ou en totalité issu de l’article de Wikipédia en anglais intitulé « Bern, Idaho » (voir la liste des auteurs).